# Hywoolla stidzeras
Hywoolla stidzeras is een vlinder uit de familie van de spinneruilen (Erebidae). De wetenschappelijke naam van de soort werd voor het eerst geldig gepubliceerd in 2008 door Holloway als Polypogon stidzeras.